# 26
| 26                 |
| ------------------ |
| Dødsfald - Fødsler |
|                    |

| Gregoriansk kalender | 26 XXVI                 |
| Ab urbe condita      | 779                     |
| Armensk kalender     | I/T                     |
| Kinesiske kalender   | 2722 – 2723 乙酉 – 丙戌 |
| Etiopisk kalender    | 18 – 19                 |
| Jødisk kalender      | 3786 – 3787             |
| Hindukalendere       |                         |
| - Vikram Samvat      | 81 – 82                 |
| - Shaka Samvat       | N/A                     |
| - Kali Yuga          | 3127 – 3128             |
| Iransk kalender      | 596 BP – 595 BP         |
| Islamisk kalender    | 615 BH – 614 BH         |

Se også 26 (tal)

## Begivenheder
- Pontius Pilatus bliver romersk præfekt i Palæstina.